# (1009) Sirène
Pour les articles homonymes, voir Sirène (homonymie).
Ne doit pas être confondu avec (133) Cyrène.
(1009) Sirène (désignation internationale (1009) Sirene) est un astéroïde de la ceinture principale aréocroiseur découvert le 31 octobre 1923 par l'astronome allemand Karl Reinmuth.
Sa désignation provisoire était 1923 PE.